# 蘇孝慈
蘇 孝慈（そこうじ、538年 - 601年）は、中国の北周から隋にかけての軍人・政治家。名は慈。孝慈は字であり、字をもって通称される。本貫は扶風郡。

## 経歴
蘇武周の子として生まれた。北周の初年に中侍上士となった。567年、右侍上士となった。569年、都督となり、北斉への使者に立った。570年、大都督に進んだ。571年、再び北斉に向かい、帰還すると宣納上士となった。576年、武帝の下で北斉を討ち、功績により位は開府儀同三司に進んで、文安県公の爵位を受けた。まもなく臨水県公に改封され、工部上大夫に累進した。
581年、隋が建国されると、爵位は安平郡公に進み、太府卿に任ぜられた。大司農に転じた。582年、兵部尚書となり、太子右衛率を兼ねた。583年、陝州に常平倉が置かれると、輸京下に転じた。584年、知漕渠総副監事となり、渭水の浚渫工事を監督した。587年、太子右庶子を兼ね、まもなく太子左衛率に転じた。588年、判工部尚書となり、判刑部民部尚書事となった。592年、位は大将軍に進み、工部尚書に転じた。598年、淅州刺史として出された。太子楊勇は孝慈が去ったことが不満で、言動にあらわれた。601年、洪州総管に転じ、善政で知られた。桂林の山越が乱を起こすと、孝慈は交州道行軍総管となって、乱の平定にあたった。交州で死去した。
子に蘇会昌があった。また兄の蘇順の子の蘇沙羅が知られた。

## 伝記資料
- 『隋書』巻46 列伝第11
- 『北史』巻75 列伝第63
- 大隋使持節大将軍工兵二部尚書司農太府卿太子左右衛率右庶子洪吉江虔饒袁撫七州諸軍事洪州総管安平安公故蘇使君之墓誌銘（蘇慈墓誌）